# Монгуэльфо-Тезидо
Монгуэльфо-Тезидо (итал. Monguelfo-Tesido) — коммуна в Италии, располагается в регионе Трентино — Альто-Адидже, в провинции Больцано.
Население составляет 2659 человек (2008 г.), плотность населения составляет 58 чел./км². Занимает площадь 46 км². Почтовый индекс — 39035. Телефонный код — 0474.
Покровительницей коммуны почитается святая Маргарита, празднование в первое воскресение июля.

## Демография
Динамика населения:

## Администрация коммуны
- Официальный сайт: http://www.comune.monguelfo-tesido.bz.it/